# Gentianella nana
Gentianella nana là một loài thực vật có hoa trong họ Long đởm. Loài này được (Wulfen) N.M.Pritch. mô tả khoa học đầu tiên năm 1972.